# Nova Rosalândia
Nova Rosalândia là một đô thị thuộc bang Tocantins, Brasil. Đô thị này có diện tích 488,636 km², dân số năm 2007 là 3774 người, mật độ 7,72 người/km².